# Miquel Cronie
Miquel Cronie (Paramaribo, 8 april 1990) is een Surinaams voormalig voetballer die speelde als aanvaller.

## Carrière
Cronie speelde zijn hele carrière voor SV Leo Victor en won met de club de beker in 2013/14. Hij speelde in 2014 en 2015 zeven interlands voor Suriname waarin hij vier keer kon scoren. Hij won met de Surinaamse ploeg het ABCS-toernooi in 2015 na een kopbaldoelpunt van Cronie. In 2015 liep hij een zware blessure op waardoor hij zijn carrière vroegtijdig moest stoppen. Hij brak zijn kuitbeen op twee plaatsen tijdens een vriendschappelijke interland na een zware overtreding van Clive Nobrega.

## Erelijst
- Surinaamse voetbalbeker: 2013/14
- ABCS-toernooi: 2015